# ستاندرد تشارترد
ستاندرد تشارترد ش.ع.م (بالإنجليزية: Standard Chartered PLC)‏، هي شركة بريطانية متعددة الجنسيات للخدمات المصرفية والمالية يقع مقرها في لندن. تقوم بتشغيل أكثر من 1,700 فرع (بما في ذلك الشركات التابعة والشركاء والمشاريع المشتركة) في أكثر من 70 بلدا وتوظف حوالي 87،000 شخص. هي مصرف شامل يعمل في الخدمات المصرفية للأفراد والشركات والمؤسسات وأيضاً خدمات الخزينة. على الرغم من أساسها البريطاني، الشركة لا تعمل في التجزئة المصرفية في بريطانيا، وحوالي 90% من أرباحها تأتي من آسيا وأفريقيا والشرق الأوسط.

## وصلات خارجية
- الموقع الرسمي